# Северский биофизический научный центр
Федеральное государственное бюджетное учреждение науки «Северский биофизический научный центр» Федерального медико-биологического агентства (ФГБУН СБН Центр ФМБА России, СБН Центр)  – научная организация, подведомственная ФМБА России. Занимается комплексным изучением медико-биологических эффектов и последствий воздействия техногенных факторов физической, химической и иной природы на человека и окружающую среду для оптимизации системы медико-санитарного сопровождения функционирования объектов использования атомной энергии в условиях нормальной эксплуатации и внештатных техногенных ситуаций, совершенствования системы обеспечения ядерной и радиационной безопасности объектов использования атомной энергии, нормирования техногенного и медицинского облучения, разработки и реализации современной системы организации охраны здоровья персонала объектов использования атомной энергии и населения зон наблюдения, условия работы и проживания в которых связаны с воздействием специфических техногенных факторов, требующих научно обоснованных лечебно-диагностических, санитарно-профилактических, реабилитационных и иных мероприятий.

## История
Предшественником СБН Центра является газодиффузионная лаборатория, созданная в Томской области на базе медсанчасти III Главного управления как филиал № 2 Института биофизики Минздрава СССР (ФИБ № 2). ФИБ № 2 был открыт 01 апреля 1957 г. Заведующей была назначена Падерова В.П. Основной состав лаборатории был представлен сотрудниками биофизического отдела Горьковского НИИ гигиены труда и профзаболеваний. ФИБ № 2 был закрыт в 1968 г.
В 2000 г. филиал был воссоздан в новом качестве и получил название Дочернего государственного унитарного предприятия Государственного научного центра – Института биофизики "Северский биофизический научный центр". Инициаторами являлись академик Ильин Л.А. и глава администрации ЗАТО Северск Кузьменко Н.И. Их предложение было поддержано министром Российской Федерации по атомной энергии Адамовым Е.О. и руководителем Федерального управления "Медбиоэкстрем" Ревой В.Д.
14 ноября 2000 г. состоялось торжественное открытие СБН Центра. Директором был назначен Тахауов Р.М..
В 2004 г. на базе СБН Центра открыта проблемная научно-исследовательская лаборатория "Радиационная медицина и радиобиология" ТНЦ СО РАМН.
18 мая 2005 г. на основании приказа ФМБА России от 18 апреля 2005 г. № 105 институт был преобразован в Федеральное государственное унитарное предприятие "Северский биофизический научный центр" Федерального медико-биологического агентства.
10 января 2022 г. на основании распоряжения Правительства Российской Федерации от 02 августа 2021 г. № 2138-р институт реорганизован в Федеральное государственное бюджетное учреждение науки "Северский биофизический научный центр" Федерального медико-биологического агентства.
В 2019 г. на основании решения комиссии по оценке результативности деятельности научных организаций, выполняющих научно-исследовательские, опытно-конструкторские и технологические работы гражданского назначения, СБН Центр отнесён к I категории "научные организации – лидеры".

## Направления деятельности
СБН Центр специализируется на выполнении научно-исследовательских работ в области медицины (в т. ч. радиационной медицины), эпидемиологии, дозиметрии, экологии, радиобиологии, биологии, генетики, патологической физиологии, медицинских и гигиенических проблем ядерной и радиационной безопасности и защиты персонала объектов использования атомной энергии и населения зон наблюдения в условиях нормальной эксплуатации, конверсии и внештатных ситуаций на объектах использования атомной энергии, а также на проведении научных исследований в области совершенствования системы противоаварийного реагирования в случае возникновения радиационных аварий и инцидентов на объектах, обслуживаемых ФМБА России.
Приоритетное направление научно-практической деятельности СБН Центра – оценка спектра медико-биологических эффектов долговременного техногенного радиационного воздействия низкой интенсивности, возможного радиогенного онкологического риска у персонала объектов использования атомной энергии и населения зон наблюдения с целью совершенствования норм радиационной безопасности и системы здоровьесбережения и продления профессионального долголетия.
Объект исследований СБН Центра – население ЗАТО Северск и персонал Сибирского химического комбината. 
Основой для проведения научных работ являются информационно-исследовательские ресурсы СБН Центра: региональный медико-дозиметрический регистр и банк биологического материала.
Региональный медико-дозиметрический регистр – одна из крупнейших в мире исследовательских баз данных лиц, подвергавшихся длительному радиационному техногенному воздействию низкой интенсивности. Представляет собой постоянно действующую систему сбора, систематизации и хранения данных персонала Сибирского химического комбината и населения ЗАТО Северск. В базе данных регистра содержатся сведения обо всех работниках Сибирского химического комбината за всю историю деятельности предприятия. В состав регистра входит архив медицинской документации, в котором содержится информация о результатах динамического наблюдения за здоровьем работников Сибирского химического комбината и жителей ЗАТО Северск.
В СБН Центре создан один из крупнейших в мире банк биологического материала, донорами которого являются жители ЗАТО Северск и персонал Сибирского химического комбината. На базе банка биологического материала проводятся исследования по выяснению влияния ионизирующего излучения на состояние генетического здоровья лиц, подвергавшихся техногенному радиационному воздействию, и их потомков,. 
СБН Центр является взаимодействующим институтом Всемирной организации здравоохранения, сотрудничает с некоторыми структурами Международного агентства по атомной энергии и Агентства ядерной энергии Организации экономического сотрудничества и развития.
Сотрудники СБН Центра входят в состав:
- экспертов и делегации Российской Федерации в научном комитете по действию атомной радиации Организации Объединённых Наций;
- объединённого учёного совета по медицинским наукам СО РАН[13];
- бюро научного совета РАН по радиобиологии[14];
- правления радиобиологического общества РАН[15];
- научно-технического совета ФМБА России;
- проблемных комиссий ФМБА России и СибГМУ;
- редколлегий ряда рецензируемых научно-практических журналов;
- организационных и программных комитетов международных и национальных научных форумов, а также иных коллегиальных органов.

За вклад в развитие медицинской науки, совершенствование действующих норм радиационной безопасности, подготовку высококвалифицированных кадров и охрану здоровья населения Сибири и Дальнего Востока работники СБН Центра отмечены многочисленными наградами государственного, отраслевого, регионального и муниципального уровней.

## Структура
В СБН Центре функционируют следующие научные подразделения:
- отдел клинической медицины (имеет в своём составе медико-диагностический центр и лабораторию клинической дозиметрии и реконструкции доз)[16];
- отдел молекулярной и клеточной радиобиологии (состоит из лаборатории геномной медицины, лаборатории функциональной морфологии и банка биологического материала)[17];
- отдел эпидемиологии радиогенной патологии (включает в себя региональный медико-дозиметрический регистр, архив медико-дозиметрической информации и группу информационно-ресурсного обеспечения)[18].

## Почётные профессора
- Адамов Е.О.
- Ильин Л.А.
- Кузьменко Н.И.
- Макаров В.М.
- Падерова В.П.
- Потапов А.И.
- Тахауов Р.М.